# Pseudolella capera
Pseudolella capera is een rondwormensoort uit de familie van de Axonolaimidae. De wetenschappelijke naam van de soort is voor het eerst geldig gepubliceerd in 1978 door Tchesunov.